# دهستان لواسان بزرگ

نمایی از چهارباغ لواسان بزرگ - تابستان ۱۳۸۷

نمایی از لواسان بزرگ - تابستان ۱۳۸۷

منطقه لواسان بزرگ یا همان دهستان لواسان بزرگ یکی از مناطق ییلاقی، کوهستانی و خوش آب و هوای بخش لواسانات شهرستان شمیرانات استان تهران است که در دامنه سرسبز رشته‌کوه‌های البرز و ۳۴ کیلومتری جنوب‌غربی قله دماوند قرار دارد.
امروزه در لواسانات؛ وسعت و مساحتِ دهستان لواسان بزرگ از دهستان لواسان کوچک کمتر است و این به دلیل آن است که در گذشته مناطقی چون جاجرود، رودهن، بومهن و چندین روستا و منطقه دیگر جزئی از لواسان بزرگ به‌شمار می‌آمده‌اند که در تقسیمات کشوری معاصر از این منطقه جدا و مستقل شده یا به شهرستان‌های تهران و دماوند الصاق گردیده‌اند. دهستان لواسان بزرگ در حومه شهر لواسان قرار دارد. گاهی به اشتباه لواسان بزرگ را لواسانات بزرگ خطاب میکنند.

## مکان نگاری
لواسان بزرگ در دامنهٔ رشته کوه البرز و در ارتفاع ۱۶۰۰ تا ۱۸۰۰ متری از سطح دریا قرار دارد.

## ریشه‌شناسی
لواسان در زبان پهلوی به معنای تیغه کوهی است که محل طلوع خورشید می‌باشد و چنان‌که ناصر خسرو در اوایل سفرنامهٔ خود می‌نویسد: «میان ری و آمل کوه دماوند است مانند گنبدی و آن را لواسان گویند» این نام در ابتدا بر کوه دماوند نهاده شده‌است. لواسان نامی است که بر یک شهر، دو دهستان و یک روستا نهاده شده‌است که به مجموع همه آن‌ها لواسانات می‌گویند.

## جمعیت
جمعیت این دهستان در سرشماری نفوس و مسکن سال ۱۳۹۵ خورشیدی ۶٬۰۳۴ نفر و ۲٬۰۴۵ خانوار ثبت شده‌است.

## زبان گفتاری
دانشنامه ایرانیکا درباب زبان مردم لواسان آورده است : مردم لواسان زبان بومی آمیخته ای از زبان فارسی و زبان‌های حاشیه دریای خزر دارند تا جایی که به زبان مازندرانی در روستاهای جنوب شرق لواسان چون وسکاره و ایرا میرسد .گیتی دیهیم در کتاب بررسی خرده‌گویش‌های منطقهٔ قصران به انضمام واژه‌نامهٔ قصرانی آورده است : البته زبان رایج در لالان مانند اوشان، فشم، میگون و لواسان، کاملاً تاتی نیست و زبان مازندرانی بسیار در آن نفوذ یافته است. گویش مردم لالان به گویش روستاهای امامه، زایگان، آبنیک، گرمابدر، میگون و شمشک در قصران بسیار نزدیک است. نفوذ مازندرانی در زبان تاتی قصران به این دلیل است که قصران در گذشته تحت حاکمیت طبرستان قرار داشته اما در تقسیمات کشوری معاصر جزو استان تهران محسوب می‌شود.  گویش مردم در چند روستای دهستان لواسان بزرگ شامل ایرا، وسکاره، جورد، آردینه و غیره زبان مازندرانی است . 

## محصولات کشاورزی
گردو، سیب، گیلاس،آلبالو، خرمالو، زردآلو، هلو، آلو، انواع انگور، گوجه سبز، توت، بِه، ازگیل و… مهم‌ترین محصولات کشاورزی لواسان بزرگ هستند.

## آثار توریستی، باستانی و ملی منطقه
- مسجد جامع امام حسن عسگری: این مسجد به دستور حسن بن زید هنگام دعوت مردم لواسانات به اسلام و مذهب تشیع توسط فردی به نام یحیی ساخته شده که نبیره‌های بانی این بنا پس از قرن‌ها همچنان متولی آن هستند و نام مسجد به مرور زمان با تغییر مذهب مردم از زیدیه به اثنی عشریه از مسجد امام حسن بن زید به مسجد امام حسن عسکری تغییر پیدا کرده‌است.
- سد لتیان که در سال ۱۳۴۲ بنا و در سال ۱۳۴۶ به بهره‌برداری رسیده‌است آبریز آن از جنوب کوه‌های سلسله جبال البرز سرچشمه گرفته و از طرف غرب از دره‌ها و رودخانه‌های منطقه لواسان کوچک و رودبار قصران و از شرق آن از رودخانه‌های لواسان بزرگ وعلایین وکلان از روستاهای چهارباغ ورسنان عبور کرده و وارد سد لتیان می‌گردد بخاطر کثرت جمعیت تهران تونلی به طول ۲۰ کیلومتر از روستای کلان به سد لار احداث و آب سد لاررا به نیروگاه کلان انتقال و پس از توی برق به وسیله تونل ولوله‌هایی با ارتفاع ۳متر به نیروگاه لوارک انتقال داده و بعد از تولید برق از طریق خط سوهانک به تهران ارسال می‌گردد (خلاصه اطلاعات سد لتیان)

## وب‌سایت‌های مرتبط
- سایت رسمی آن: www.lavasanbozorg.ir  می‌باشد .
- لواسان آنلاین